# Fascia plantare
La fascia plantare è il cordone fibroso che decorre in avanti dalla zona mediale del calcagno fino alla radice delle dita del piede. La fascia plantare, composta da tre parti  esterna, interna e media, ha un ruolo essenziale nella trasmissione delle forze del tricipite surale alle dita e la sua visco-elasticità permette di restituire per dimensione elastica una grande quantità di energia ad ogni falcata o ad ogni salto.